# РОСН «Зубр»

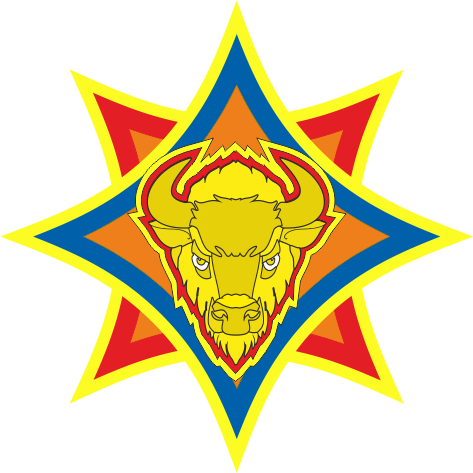
Эмблема

Республиканский отряд специального назначения «Зубр» (РОСН «Зубр») — подразделение по чрезвычайным ситуациям Республики Беларусь центрального подчинения, созданное постановлением Совета Министров Белорусской ССР от 15 мая 1991 года № 179. 

## История
Его созданию предшествовало Спитакское землетрясение 1988 года в Армении. В ходе ликвидации последствий бедствия выявилась недостаточная оснащённость и подготовленность сил гражданской обороны к реагированию на подобные чрезвычайные ситуации. Реакцией на это стало появление специализированных отрядов по проведению первоочередных пожарных и аварийно-спасательных работ. В Советской Белоруссии сформирован Республиканский специализированный отряд по проведению первоочередных пожарных и аварийно-спасательных работ МВД БССР (после обретения независимости Республикой Беларусь – Республиканский специализированный отряд по проведению первоочередных пожарных и аварийно-спасательных работ МВД Республики Беларусь). В 2000 году реорганизован в Республиканский отряд специального назначения МЧС Республики Беларусь, а с 2003 года – в государственное пожарное аварийно-спасательное учреждение «Республиканский отряд специального назначения» МЧС Республики Беларусь. 16 февраля 2021 года переименован в РОСН «ЗУБР».
С 1993 года входит в Корпус Сил СНГ, а с 2009 — коллективных сил оперативного реагирования ОДКБ.
В 2014 году члены отряда принимали участие в спасательной операции в Сербии после циклона Ивэт (Yvette)e.
8 февраля 2023 группа белорусских спасателей из 32 человек из состава специального отряда вылетела в Турцию для помощи в поисково-спасательных работах после землетрясения 6 февраля. Вторая группа отправилась на следующий день. Всего направлено 64 человека, пять поисковых собак, два грузовика МАЗ и два легковых автомобиля повышенной проходимости. Специалисты работали в городе Кахраманмараш. Миссия длилась 12 дней. Специалисты спасли из-под завалов шесть человек и выявили тела 45 погибших. Глава «Зубра» полковник Игорь Зарембо был награждён Президентом Турции Реджепом Эрдоганом медалью «За выдающиеся заслуги».

## Описание
Подразделение предназначено для эффективного реагирования на наиболее сложные чрезвычайные ситуации. Согласно Уставу одной из его основных функций является участие в международных спасательных операциях, оказание помощи иностранным государствам по ликвидации последствий чрезвычайных ситуаций, в том числе в рамках международной консультативной группы по поиску и спасению ООН (ИНСАРАГ). В состав команды входят химики, взрывотехники, альпинисты, водолазы, кинологи. Специалисты аттестованы по стандартам ООН для проведения аварийно-спасательных работ за рубежом (статус получен в 2013 году, а в августе 2018-го успешно подтверждён). В состав РОСН входят следующие центры: 
- водолазно-спасательной службы ,
- поисково-спасательных работ и пожаротушения,
- химической и радиационной защиты,
- взрывотехнической службы,
- кинологической службы,
- кризисной психологической помощи,
- медицинского обеспечения,
- организации спортивно-массовой работы,
- оперативного управления,
- пинский (в составе находится отдел понтонно-мостовой службы);

а также:
- сектор международного сотрудничества,
- поисково-спасательный отряд.

Здание дежурной службы спецотряда «Зубр» размещёно в Минске на улице Карвата. Здесь имеется оперативный зал, учебные классы, комнаты оперативных дежурных, психологической разгрузки, гардеробные помещения и прочее.
Подразделение имеет в наличии около 40 единиц техники (ещё более 100 в резерве), включая вездеход «Шерп», роботизированный комплекс Brokk 40, мотоциклы оперативного реагирования Yamaha XT660R, автономный квадроцикл, автомобиль медицинской службы, аварийно-спасательный автомобиль и прочее.